# Чобанов, Медед Намаз оглы
Чобанов Медед Намаз оглы (11 апреля 1937, Дарбази, Болнисский район — 2 июня 2023, Баку) — тюрколог и топонимист, академик Нью-Йоркской Академии наук, член Турецкого лингвистического общества, доктор филологических наук, профессор, лауреат персональной пенсии.

## Биография
Медед Намаз оглы Чобанов родился 11 апреля 1937 года в селе Дарбаз, Болнисского района, современная Грузия. Он окончил Тбилисский Государственный Педагогический Институт имени А. С. Пушкина и начал педагогическую деятельность в родном селе Дарбаз после окончания средней школы. После года работы учителем, он был призван на военную службу. Окончил офицерскую школу. После окончания аспирантуры Института языка и литературы имени Насими Азербайджанской ССР в Душанбе в 1973 году успешно защитил диссертацию на соискание ученой степени кандидата филологических наук на тему «Лексика шивов Болнисского района». С того же года он работал как учитель, доцент и профессор в Азербайджанском отделении Тбилисского Государственного Педагогического Института имени А. С. Пушкина вплоть до 1994 года. В 1992 году защитил диссертацию на соискание ученой степени доктора филологических наук на тему «Основы азербайджанской антропонимики». В 1993 году назначен профессором.
С 1994 года проживал в Баку.
Работал проректором Азербайджанского Университета Футурологии, ректором Азербайджанского Элитарного Университета, деканом Института повышения квалификации и переподготовки кадров в области педагогики Азербайджана.
Был руководителем кафедры языков в Азербайджанском высшем военном училище имени Гейдара Алиева и Азербайджанской Военно-Морской Академии, членом Экспертного Совета Экспертной Комиссии при Президенте Республики Азербайджан.
Избран действительным членом Нью-Йоркской Академии наук.
Преподавал в различных годах в Азербайджанском Государственном Педагогическом Университете и Азербайджанском Техническом Университете, проводил лекции и семинары.
Оказал большое влияние на многих студентов и ученых. Он был научным руководителем, консультантом, оппонентом или рецензентом для многих из них.
Автор более 80 книг, в том числе 15 монографий, учебников и учебных пособий, в том числе «Основы азербайджанской лингвистики», «Азербайджанская ономастика», «Основы азербайджанской антропонимики», «Топонимика Борджали», «Лексика шивов Болнистского района», «Лингвистический анализ текста», «Педагогические вопросы», «К турецкому языковому единству в литературе», «Деде Коркод — Эпическая поэма», «Литературные мысли», «Вопросы лингвистики» и др. Его работы были высоко оценены выдающимися учеными и известными специалистами.
Был награжден многими почетными грамотами, медалями и различными наградами. Удостоен персональной пенсии Президента Азербайджанской Республики
Принимал участие с докладами и выступлениями на международных конференциях, научно-теоретических конференциях, симпозиумах и научно-практических семинарах, проведенных в Азербайджане, Турции, России, Грузии и странах Центральной Азии. Его научные статьи и книги были опубликованы в этих странах.
Избран членом Турецкого лингвистического Общества.
Был главным директором Центра «Образование» Министерства Образования Республики Азербайджан. Избран членом различных комиссий и редакционных коллегий газет и журналов.
Праздновались 60-летие, 70-летие, 75-летие и 80-летие ученого в различные годы. О нем были написаны книги, опубликованы статьи, сняты фильмы, подготовлены радио- и телепередачи.
Медед Чобанов также был прекрасным главой семьи. Он воспитал 5 детей — 4 дочерей и 1 сына, вместе со своей женой, медицинским работником Римой, дочерью Надир. Все они получили высшее образование и состоят в браке. Сын и две дочери являются учеными. У него есть 9 внуков и 15 правнуков.
Медед Намаз оглы Чобанов скончался 2 июня 2023 года в возрасте 86 лет и был похоронен 3 июня в Баку.

## Книги
- «Borçalı toponimləri» (Bakı 1993, I nəşr; Bakı 1996, II nəşr),
- «Qəhrəmanlıq dastanı» (Bakı, 2000)
- Qələbə-60 Borçalı azərbaycanlıları ikinci dünya müharibəsinin cəbhələrində. Bakı: 2005
- Türk ədəbi dillərinin birliyinə doğru: I cild. Bakı, Təhsil, 2008, 280 səh.
- Ədəbi düşüncələr (2011-ci ildən sonra yazılmış ədəbi-tənqidi yazılar). Bakı: 2016

## Статьи
- «Eçmiədzin» türk sözüdür" «Ziya» qəzeti. 27.04.1992
- «Eçmiədzin» nə deməkdir?" «Vətən səsi» qəzeti. 20.11.1992